# Chimaera (biologie)

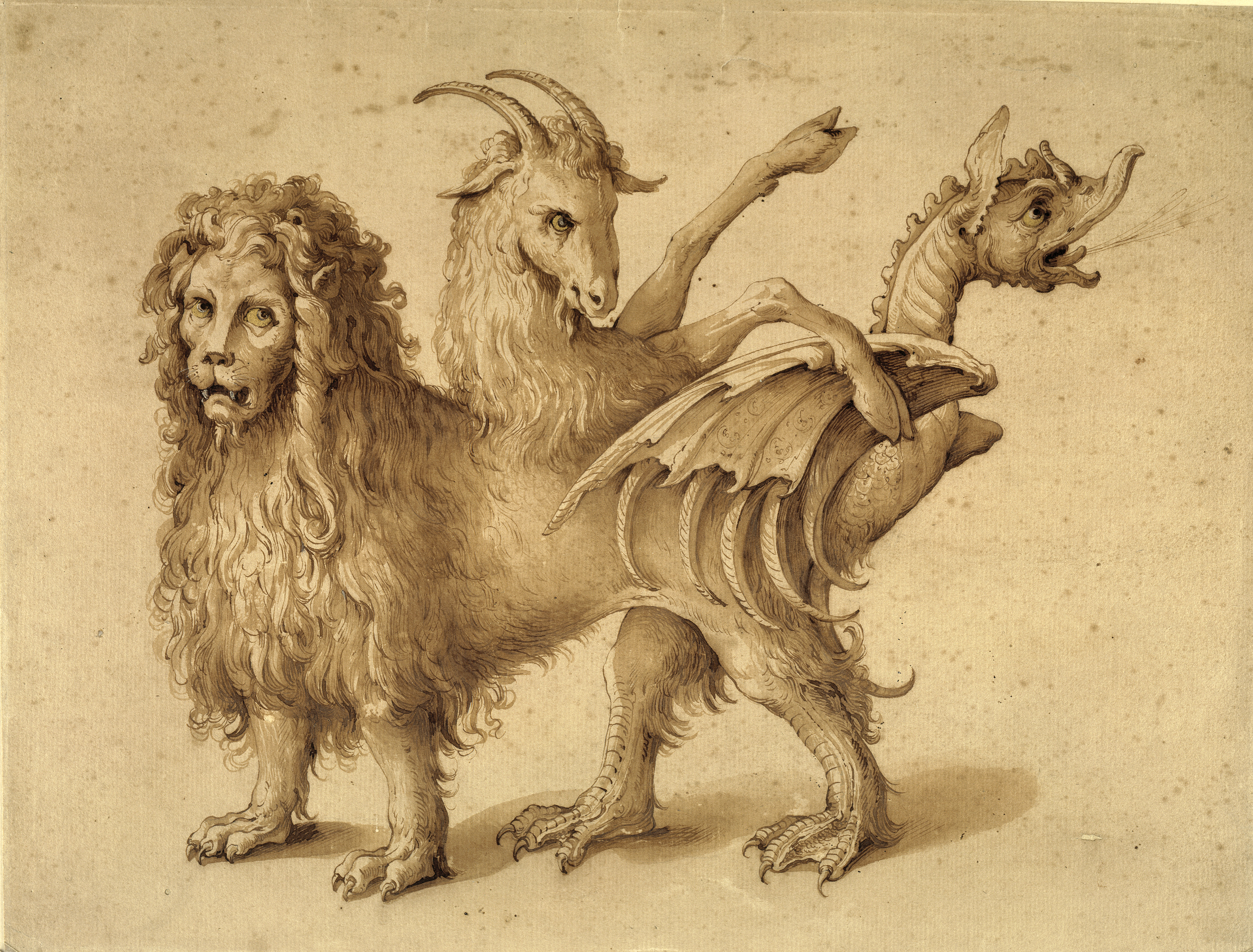
Italiaanse afbeelding van een chimeer (ca. 1600)

Een chimaera (spreek uit als: chie'mera) of chimeer (spreek uit als: chie'meer) is in de biologie een mengsel van twee soorten — hetzij als levend wezen ontstaan uit celmenging, hetzij als artefact als paleontologen per ongeluk de resten van verschillende soorten combineren.
De term is afgeleid van het Griekse chimaira (Χίμαιρα), een mythologisch schepsel. Deze Chimaera werd meestal beschreven als een samenvoeging van delen van een leeuw, een geit en een slang.
Chimerisme is het voorkomen van cellen met verschillende genetische achtergronden in één enkel individu. Voor het ontstaan van chimaerae binnen eenzelfde soort is geen duidelijke oorzaak aan te wijzen; mogelijk vindt er een toevallige versmelting tussen embryo's of tussen plantenkiemen plaats. Bij een chimaera kan bijvoorbeeld de lever gevormd worden door cellen van het ene embryo, terwijl cellen van het andere embryo zorgen voor de vorming van de nieren. Evenzo komen bij planten allerlei mengvormen voor. De cellen van verschillende herkomst vormen zeker geen gelijkmatig mengsel, maar eerder een lappendeken. Het is onbekend hoe die verdeling tot stand komt.

## Voorkomen bij mensen

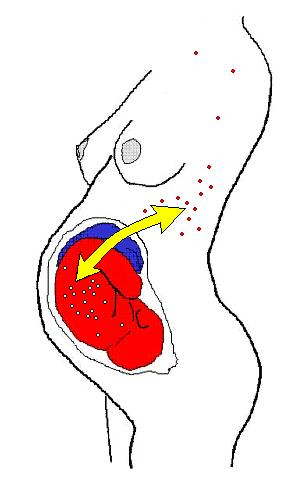
Gedurende de zwangerschap is er een tweerichtingsverkeer van immuuncellen door de placenta. De uitgewisselde cellen kunnen zich vermenigvuldigen en zich tientallen jaren lang handhaven

Er zijn ten minste drie gevallen bekend van chimerisme in mensen; Lydia Fairchild, Karen Keegan en Taylor Muhl.
Lydia Fairchild was zwanger van haar derde kind toen zij en haar man, Jamie Townsend, de vader van hun kinderen, uit elkaar gingen. Toen zij in 2002 een uitkering aanvroeg, werd haar gevraagd een DNA-test te ondergaan om aan te tonen dat Townsend de vader was van de eerste twee kinderen. Uit het resultaat van de test bleek dat hij wel de vader was, maar zij niet de moeder. Dit resulteerde in een aanklacht wegens uitkeringsfraude. Direct na de geboorte van het derde kind werden op last van een rechter van haar en van de baby bloedmonsters genomen in aanwezigheid van een getuige. Na twee weken bleek uit de testresultaten dat zij ook niet de moeder was van het derde kind.
Uiteindelijk, na een soortgelijk geval (Karen Keegan), bleek dat Fairchild een chimaera was en dat er in de cellen van een cervixuitstrijkje DNA werd aangetroffen dat wel overeenkwam met het DNA van haar kinderen.

### Microchimeren
De placentabarrière laat ook cellen van de foetus door naar de moeder en cellen van de moeder gaan ook over naar de foetus. Dit kan leiden tot foetusmicrochimeren bij de moeder (FMc) en moedermicrochimeren (MMc) bij het kind.

## Dieren
Chimaerae tussen verschillende diersoorten kunnen kunstmatig gemaakt worden door bijvoorbeeld een embryo van een schaap en een embryo van een geit in het laboratorium met elkaar te laten versmelten. Anders dan bij een kruising (waarbij alle cellen hetzelfde DNA bevatten) bestaat zo'n chimaera uit cellen met geiten-DNA en cellen met schapen-DNA. In tegenstelling tot een hybride of kruising heeft een chimaera in zekere zin vier ouders, hoewel elk van haar lichaamscellen maar twee ouders heeft. Zo'n dier is dus totaal niet te vergelijken met kruisingen zoals de lijger/teeuw, gaap (waarover geregeld onbevestigde berichten opduiken) en het muildier/muilezel.

## Planten

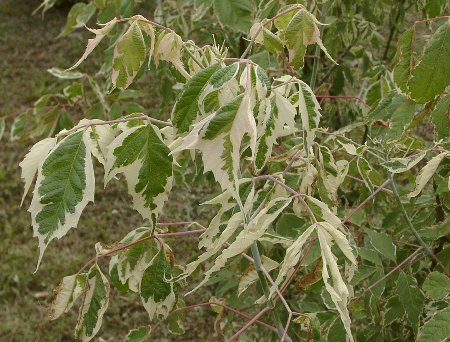
Acer negundo Variegatum

Ook bij planten komen chimeren voor, bijvoorbeeld na een gedeeltelijke mutatie, waarbij maar een deel van de cellen de mutatie heeft meegekregen. Bij vegetatieve vermeerdering van chimere planten kan dan een uitsplitsing optreden naar bomen met volledig gemuteerde vruchten, bomen met gestreepte vruchten en bomen met vruchten van het oorspronkelijke ras.
Bij sommige sierbomen en -struiken met bont blad kunnen door de chimaerenstructuur scheuten met egaal groen blad gevormd worden. Deze groeien harder, doordat ze meer bladgroenkorrels hebben, en kunnen geheel gaan overheersen. De teler die een plant met decoratief gevlekt blad wil verkopen moet daarom de egale scheuten zo snel mogelijk wegsnoeien. Bijvoorbeeld bij de esdoorn Acer negundo Variegatum.